# Rutland (miejscowość w stanie Vermont)
Rutland – miasto (city) w Stanach Zjednoczonych, w stanie Vermont, siedziba administracyjna hrabstwie Rutland.
Miasto otoczone jest przez gminę (town) Rutland.